# Nederlandse kampioenschappen indooratletiek 2008
De Nederlandse kampioenschappen indooratletiek 2008 werden gehouden in Gent op zaterdag 16 februari 2008. Op dit kampioenschap verbeterde Rutger Smith het Nederlands record kogelstoten naar 20,89 meter.

## Uitslagen

### 60 m
| rang   | atleet            | prestatie |
| ------ | ----------------- | --------- |
| Goud   | Guus Hoogmoed     | 6,75 s    |
| Zilver | Patrick van Luijk | 6,75 s    |
| Brons  | Maarten Heisen    | 6,77 s    |

| rang   | atlete             | prestatie |
| ------ | ------------------ | --------- |
| Goud   | Femke van der Meij | 7,51 s    |
| Zilver | Esmeralda Adriaans | 7,62 s    |
| Brons  | Esther Akihary     | 7,68 s    |

### 400 m
| rang   | atleet               | prestatie |
| ------ | -------------------- | --------- |
| Goud   | Youssef el Rhalfioui | 48,32 s   |
| Zilver | Vincent Kerssies     | 48,50 s   |
| Brons  | Dennis Spillekom     | 48,64 s   |

| rang   | atlete             | prestatie |
| ------ | ------------------ | --------- |
| Goud   | Annemarie Schulte  | 54,38 s   |
| Zilver | Nicky van Leuveren | 55,51 s   |
| Brons  | Sanne Verstegen    | 56,33 s   |

### 800 m
| rang   | atleet            | prestatie |
| ------ | ----------------- | --------- |
| Goud   | Robert Lathouwers | 1.48,90   |
| Zilver | Wouter de Boer    | 1.50,23   |
| Brons  | Hugo de Haan      | 1.51,20   |

| rang   | atlete            | prestatie |
| ------ | ----------------- | --------- |
| Goud   | Yvonne Hak        | 2.11,57   |
| Zilver | Marjolein de Jong | 2.12,03   |
| Brons  | Najla Jaber       | 2.13,08   |

### 1500 m
| rang   | atleet        | prestatie |
| ------ | ------------- | --------- |
| Goud   | Bas Eefting   | 3.50,14   |
| Zilver | Bouke Onstenk | 3.54,02   |
| Brons  | René Stokvis  | 3.54,38   |

### 3000 m
| rang   | atleet               | prestatie |
| ------ | -------------------- | --------- |
| Goud   | Dennis Licht         | 8.20,25   |
| Zilver | Ate van der Burgt    | 8.26,45   |
| Brons  | Rob Detert Oude Weme | 8.29,95   |

| rang   | atlete              | prestatie |
| ------ | ------------------- | --------- |
| Goud   | Sabina van de Reijt | 9.35,39   |
| Zilver | Nina Mathijssen     | 9.37,26   |
| Brons  | Jolanda Verstraten  | 9.39,77   |

### 60 m horden
| rang   | atleet                | prestatie |
| ------ | --------------------- | --------- |
| Goud   | Marcel van der Westen | 7,84 s    |
| Zilver | Jonathan Pengel       | 8,04 s    |
| Brons  | Erik Leeflang         | 8,07 s    |

| rang   | atlete             | prestatie |
| ------ | ------------------ | --------- |
| Goud   | Femke van der Meij | 8,30 s    |
| Zilver | Sharona Bakker     | 8,62 s    |
| Brons  | Laura Molenaar     | 8,65 s    |

### verspringen
| rang   | atleet              | prestatie |
| ------ | ------------------- | --------- |
| Goud   | Eelco Sintnicolaas  | 7,51 m    |
| Zilver | Rogier van den Berg | 7,37 m    |
| Brons  | Marc Lommert        | 7,07 m    |

| rang   | atlete          | prestatie |
| ------ | --------------- | --------- |
| Goud   | Babs Egbers     | 5,76 m    |
| Zilver | Amanda Spiljard | 5,72 m    |
| Brons  | Femke Klop      | 5,65 m    |

### hink-stap-springen
| rang   | atleet            | prestatie |
| ------ | ----------------- | --------- |
| Goud   | Ellsworth Manuel  | 14,86 m   |
| Zilver | Lennart Teunissen | 14,42 m   |
| Brons  | Sander Hage       | 14,40 m   |

| rang   | atlete          | prestatie |
| ------ | --------------- | --------- |
| Goud   | Janneke Hulshof | 12,69 m   |
| Zilver | Brenda Baar     | 12,47 m   |
| Brons  | Iris Waanders   | 11,43 m   |

### hoogspringen
| rang   | atleet           | prestatie |
| ------ | ---------------- | --------- |
| Goud   | Martijn Nuijens  | 2,21 m    |
| Zilver | Jan Peter Larsen | 2,18 m    |
| Brons  | Wilbert Pennings | 2,18 m    |

| rang   | atlete                | prestatie |
| ------ | --------------------- | --------- |
| Goud   | Esther van der Lijcke | 1,79 m    |
| Zilver | Marije Langen         | 1,76 m    |
| Brons  | Remona Fransen        | 1,73 m    |

### polsstokhoogspringen
| rang   | atleet             | prestatie |
| ------ | ------------------ | --------- |
| Goud   | Laurens Looije     | 5,40 m    |
| Zilver | Wout van Wengerden | 5,35 m    |
| Brons  | Eugène Martineau   | 4,75 m    |

| rang   | atlete            | prestatie |
| ------ | ----------------- | --------- |
| Goud   | Rianna Galiart    | 4,01 m    |
| Zilver | Denise Groot      | 3,96 m    |
| Brons  | Yvette Caldenhove | 3,91 m    |

### kogelstoten
| rang   | atleet            | prestatie |
| ------ | ----------------- | --------- |
| Goud   | Rutger Smith      | 20,89 m   |
| Zilver | Eddy Cardol       | 18,17 m   |
| Brons  | René van der Donk | 17,96 m   |

| rang   | atlete            | prestatie |
| ------ | ----------------- | --------- |
| Goud   | Melissa Boekelman | 17,11 m   |
| Zilver | Denise Kemkers    | 16,65 m   |
| Brons  | Ankie Timmers     | 14,95 m   |

1969 · 
1970 · 
1971 · 
1972 · 
1973 · 
1974 · 
1975 · 
1976 · 
1977 · 
1978 · 
1979 ·
1980 · 
1981 · 
1982 · 
1983 · 
1984 · 
1985 · 
1986 · 
1987 · 
1988 · 
1989 · 
1990 · 
1991 · 
1992 · 
1993 · 
1994 · 
1995 · 
1996 · 
1997 · 
1998 · 
1999 · 
2000 · 
2001 · 
2002 · 
2003 · 
2004 · 
2005 · 
2006 · 
2007 · 
2008 · 
2009 · 
2010 · 
2011 · 
2012 · 
2013 · 
2014 ·
2015 ·
2016 ·
2017 ·
2018 ·
2019 · 
2020 · 
2021 · 
2022 · 
2023 · 
2024 · 
2025